# Elaphoglossum alfredii
Elaphoglossum alfredii är en träjonväxtart som beskrevs av Eduard Rosenstock. Elaphoglossum alfredii ingår i släktet Elaphoglossum och familjen Dryopteridaceae. Inga underarter finns listade.